# Žarko Olarević
Žarko Olarević (Belgrado, 28 luglio 1950) è un allenatore di calcio ed ex calciatore jugoslavo, di ruolo attaccante.

## Carriera

### Calciatore
Ha iniziato la carriera nel Partizan ma si è fatto notare durante il suo periodo nel Proleter. La sua media reti/partita pari a 0,63 lo porta a firmare per il Radnički Kragujevac. Nel 1976 si trasferisce in Belgio, dove trascorre un solo anno ad Anversa prima di passare al Lille, società francese. Qui vince un titolo di seconda divisione nel 1978. In seguito veste la maglia del Le Havre. Fornisce una prestazione convincente nel 1982 quando segna 25 reti nel campionato di seconda divisione: la squadra termina il torneo al quarto posto ma l'attaccante jugoslavo ottiene il titolo di miglior marcatore del girone B. Chiude la carriera a Marsiglia.
Durante la sua carriera segna 197 reti (103 in Francia, 6 in Belgio e 88 in Jugoslavia) in 440 partite di campionato alla media di 0,45 reti a partita.

### Allenatore
Inizia ad allenare da dove aveva appeso gli scarpini al chiodo, dall'Olympique Marsiglia. L'anonimo campionato finito al dodicesimo posto è controbilanciato dalla finale di Coppa giocata contro il Bordeaux: l'Ohème subisce una sconfitta in rimonta per 2-1 e Olarević lascia l'incarico a fine stagione. Dopo aver allenato la Jugoslavia olimpica, ritorna alla guida di un club nel 2000, ai bulgari dello Slavia Sofia. Esonerato nel novembre del 2000, ritorna allo Slavia Sofia nel settembre dell'anno seguente e venendo nuovamente esonerato nel dicembre del 2002. Successivamente accetta l'incarico del Wydad Casablanca, in Marocco, e dello Zagłębie Lubin, in Polonia.

## Palmarès

### Club

#### Competizioni nazionali
- Ligue 2: 2

LOSC Lille: 1977-1978
Olympique Marsiglia: 1983-1984

### Individuale
- Capocannoniere del girone B della Division 2: 1

1981-1982 (25 gol)